# تمبي (مقاطعة تشرام)
تمبي (بالفارسية: تمبی) هي قرية تقع في قسم الغتشين الريفي (مقاطعة تشرام) في إيران. يقدر عدد سكانها بـ 327 نسمة بحسب إحصاء 2016.